# Gisella Cozzo
Gisella Cozzo (Melbourne, 12 novembre 1966) è una cantautrice australiana naturalizzata italiana.

## Biografia

### Gli inizi
Nasce in Australia da una famiglia italiana emigrata, figlia di Franco Cozzo, noto commerciante e personaggio televisivo, e di Antonietta Torcasio, attrice e poetessa. Gisella si diploma in arte drammatica e partecipa a diversi musical durante l'adolescenza, come Half a Sixpence, Guys and Dolls, The Wizard of Oz e The Three sisters di Anton Čechov.
Nel 1982 vince il concorso australiano per voci nuove Young Talent Time, grazie al quale studia a Londra. 
Inizia la sua attività artistica in Australia, esibendosi come artista di supporto per i concerti di cantanti australiani e italiani dalla età di sedici anni fino a diciannove, tra cui Kamahl, Simon Gallaher, Marcia Hines, Eros Ramazzotti, Marcella Bella, Fiordaliso, Toto Cutugno, Riccardo Fogli, Pupo, Ricchi e Poveri, Christian, Luciano Tajoli, Mario Merola, Al Bano e tanti altri.
Lascia l’università di Melbourne per seguire il suo sogno di cantante in Italia. Accetta delle proposte di tournée in Italia e si stabilisce a Milano, dove prosegue lo studio di pianoforte e chitarra e si diploma in teoria e solfeggio.

### La carriera
Il debutto discografico avviene in Italia nel 1988, vincendo il concorso Rino Gaetano, premiata dalla rivista Cioè "New Generation" con il brano e primo singolo Get up, sul cui retro era presente il brano Never. Nel 1990 pubblica il suo album di debutto, Gisa, del quale scrive tutti i brani insieme ai produttori e musicisti Silvio Amato e Franco Morgia. Alcuni brani sono registrati e prodotti nel Logic Studio ed editi dai Fratelli La Bionda.
Nel 1991 partecipa al Festival di Castrocaro il concorso canoro per Voci Nuove, dove arriva finalista.
Nel 1993 vince una borsa di studio al Centro Europeo di Toscolano (CET), fondato da Mogol, in composizione musicale.
In seguito partecipa come concorrente rappresentando l'Italia in vari festival europei.
Nel 1994 partecipa al Festival italiano su Canale 5, condotta da Mike Bongiorno, come corista di Gianni Bella nella canzone Non Rubare.
Collabora con artisti e produttori tra cui Anna Oxa, Gianluca Grignani, Jovanotti, Al Bano, Franco Fasano, Jo Squillo, Sabrina Salerno, Rosalinda Celentano, Fratelli La Bionda, Fred Bongusto, Cristina D'Avena, Ambra Angiolini, Toto Cutugno, Gianni Bella, Iva Zanicchi, Adriano Pappalardo.
Partecipa nella trasmissione Mediaset Testarda io, condotta da Iva Zanicchi, come corista nell'orchestra di Vince Tempera.

#### Pubblicità Tv: autrice, voce ed ideatrice.
Inizia la sua collaborazione all'inizio della sua carriera con i La Bionda e registra alcuni brani editi dai La Bionda che saranno inclusi poi nell'album di debutto Gisa, pubblicato nel 1990. I La Bionda, in particolare Carmelo, la aiutano ad entrare nel campo della pubblicità. Registra i primi spot proprio con i La Bionda al Logic Studio, per i prodotti Nescafé Excela, Coca Cola (Sensazione Unica) e camomilla Montagna. 
Nel 1994 scrive insieme ad Antonello Aguzzi (di Elio e le Storie Tese) e Luciano Ripamonti il brano Joy, I feel good, I feel fine, utilizzato per lo spot del gelato Coppa del nonno. Il cd singolo del brano viene pubblicato in tutta Europa con il relativo remix.
Collabora con alcuni musicisti nel campo della musica per pubblicità come Ferdinando Arnò, Paolo d'Errico, Flavio Ibba, Luciano Ripamonti, Mario Saroglia, Catilina Sherman, Armando Testa, Franco Godi.
Nel 1998 incide, insieme a Ray Gelato, il jingle per lo spot dei jeans Levi's Dockers, rivisitando il successo di Renato Carosone Tu vuò fà l'americano, incisa in inglese con il titolo You wanna be Americano per la campagna globale. Lo spot è stato registrato all'Angels Studio di Londra. Successivamente il singolo viene pubblicato in tutta Europa, rimanendo in classifica per settimane nel Billboard Top 200.
È la voce di numerosi spot televisivi tra cui Alfa Romeo, Algida, Bergader, Chante Claire, Chiquita Brands International, Ciobar, Coca Cola, Coppa del nonno, Cussins, Enel, Fiat, Ford, Generali Assicurazioni, Kellogg's, MasterCard, Mattel, Mercedes Motta, Nutella, Poste Italiane, Rio Casa Mia, Sorrisi e Canzoni e Webank.
Viene poi scelta da Yōko Ono per interpretare la cover di Power to the People di John Lennon, per la campagna pubblicitaria di Enel.
Presta la voce ad alcuni spot televisivi e radio come speaker per marchi come Bialetti, Bulgari, Nokia, La Rinascente, Tampax, UPIM, Yamamay.

### Premi
Premiata 1° posto come cantante al talent Australiano Young talent time nel 1982, trasmessa in Tv Nazionale Channel 10
Premiata al Rino Gaetano Festival "New generation 1988" dalla rivista "Cioè" 
2024 "Gran Gala Premio Tyndaris" per il suo contributo alla pubblicità e per aver creato ed interpretato Jingle iconici che hanno accompagnato generazioni della vita quotidiana del popolo Italiano

## Cinema e televisione
Gisella interpreta anche per il cinema e la televisione, per cui canta la sigla di apertura di Striscia la notizia, Need you tonight, la la la. 
Nel 2000 scrive con Fabrizio Berlincioni Alleluja, sigla di apertura del programma Affare fatto. Nello stesso anno interpreta alcune canzoni per il film A Time for Dancing di Peter Gilbert. Ha avuto grande successo in Italia ed è stato anche distribuito dalla Showtime e nominato per il Daytime Emmy Award per la miglior serie drammatica nel 2004.
Nel 2001 partecipa, come voce solista, all'album Olmo & Friends con Fabio De Luigi, Paola Cortellesi, Gialappa's Band, Chicco Santulli, Savino Cesario, Elio e le Storie Tese. L'album nasce con l'intento dei comici di Mai dire..., di aiutare Emergency di Gino Strada a realizzare strutture ospedaliere e mediche ed aiutare i medici in Afghanistan dopo la partecipazione dell'Italia all'intervento militare della NATO. L'interprete Fabio De Luigi, l'autore Savino Cesario e tutti i comici che hanno partecipato hanno devoluto il 100% dei diritti d'autore discografici al progetto di Gino Strada. Anche l'editore RTI Music ha deciso di devolvere il 50% dei propri diritti a favore di Emergency.
Nel 2006 è autrice e interprete delle canzoni I know everything is alright e Sweet song tonight, per la serie televisiva CentoVetrine.
Interpreta la canzone I Feel Love, cover di Donna Summer, nel film L'ultimo capodanno di Marco Risi.
Nel 2008 scrive e canta Living alone again insieme a Umberto Smaila e Jerry Calà per il film Torno a vivere da solo, per la musica di Silvio Amato ed Umberto Smaila, parole di Gisella.
Canta la sigla Angel's Friends in versione inglese 2009 per RTI.
Il 23 maggio 2012 esce il film Operazione vacanze, per il quale scrive e interpreta alcuni brani della colonna sonora pubblicata da Warner Music Italy, tra i quali Heaven & Paradise.
Nello stesso anno partecipa anche al programma televisivo Cambio cuoco in onda su Sky Lei.
A partire dall'ottobre 2018 è autrice di tutti i testi in inglese per la serie televisiva Mediaset per ragazzi Idol x Warrior: Miracle Tunes! nota semplicemente come "Miracle Tunes", in onda su Boing, Cartoonito e Italia 1.
Nell'aprile 2019 è chiamata come attrice dal programma Le Iene, su Italia 1, per interpretare l'ambasciatrice americana nello scherzo a Sarah Altobello.
Testimonial di Scarpetta Rossa Aps, nata con l'obbiettivo di aiutare concretamente le donne che subiscono violenze e maltrattamenti.
Il 15 agosto 2021 a Melbourne, in Australia, partecipa nel film-documentario del padre Franco Cozzo Palazzo di Cozzo (in esclusiva al Melbourne Film Festival - solo online streaming a causa del lockdown in Victoria), in programmazione poi al Cinema Nova di Melbourne.
EVENTI
Il 22 giugno 2023 Gisella è ideatrice e direttrice artistica del concerto tributo dedicato ai fratelli La Bionda, ovvero il La Bionda & Friends 2023, con la partecipazione speciale di Pupo, Johnson Righeira, Luca Jurman, Nathalie Aarte la stessa Gisella Cozzo.
Dal 6 al 7 ottobre 2023 Gisella è co-conduttrice in inglese della manifestazione SanremoSenior, concorso internazionale per interpreti e cantautori solisti over 34. L'evento si è svolto al Teatro del Casinò di Sanremo.
Estate 2024 - JOY 30th Anniversary Tour - Gisella festeggia i 30 anni di Joy (I feel good i feel fine) noo spot e canzone della 'coppa del nonno' con un tour, in giro per l'Italia ed esce un Remix del brano prodotto da DJ Maxwell. 
Festival del Cinema Italiano https://www.festivaldelcinemaitaliano.net/ (Messina) Gisella si esibisce nei concerti per le serate di Patti ed al Teatro Greco di Tindari al Gran Gala Premio Tyndaris.
5/6 Ottobre 2024: Gisella è l'ideatrice e direzione artistico per la prima volta in Australia lo ' Zecchino d'Oro in Melbourne' inserita nella 'Melbourne Italian Festa'  . Si sono esibiti i cori di 12 scuole primarie con alcuni dei più grandi successi della kermess canora più amata dai bambini.
Teatro Ariston: Marzo 26-29 Marzo, 2025: Gisella è Giudice a "Sanremo Junior",concorso Internazionale per cantanti dai 6 a 15 anni ed il G.E.F. Global Education Festival, il Festival della Creatività delle Scuole. l

## Discografia

### Album in studio
- 1990 – Gisa
- 2001 – Olmo e Friends
- 2006 – Kids Christmas Favourites _Gisella Cozzo & The Little Kiddies Choir
- 2006 – Gisella Cozzo Traditional Nursery Rhymes
- 2006 – Le più belle filastrocche e ninna nanne
- 2010 – This is me
- 2011 – Xmas friends 4 Haiti
- 2015 – Double
- 2018 – This is me (special deluxe version)
- 2023 - Gisa (2023 Remastered)

### EP
- 1998 – Joy, (I feel good, I feel fine) Take Me, Foolish Pride, Tonight
- 2002 – Take Me (Includes: Foolish Pride, Joy, Tonight & Take Me) Lyrics & Music: Gisella Cozzo

### Singoli
- 1988 – Get Up
- 1988 – Never
- 1993 – Meteo man
- 1994 – Missing you
- 1996 – Flying Higher
- 1998 – Torn (dance version) Something Real
- 1998 – Keep distant from your love
- 1998 – Erase & rewind (Something Real)
- 1998 – Tu vuo' fa' l'americano
- 1999 – Drive me crazy (ESPRESSO)
- 1999 – Niki Niki – 1.2.3. / Tell Me Why
- 1999 – Crazy for you
- 1999 – Joy (REMIX) by Dv Factory
- 1999 – These Boots Are Made For Walking - Velvet 99
- 2000 - Need You Tonite (La la la ) Quik Feat. Charlotte
- 2000 – Shine on me
- 2000 - Take me away (Systematic remix) Daydream, Gisella Cozzo
- 2002 - If you love me - Ardesia
- 2003 – The Mc 2 Sirens
- 2008 – Show me love - original mix
- 2010 – Don't tell me lies
- 2010 – Good Morning Happiness (Antonio Galbiati, Gisella Cozzo, Laura Pausini, Cheope)
- 2015 – Quando Quando Quando
- 2015 – Per Ricominciare
- 2015 – Joy, I Feel Good I Feel Fine - Colonna sonora della Coppa del Nonno (Special Edition) 20º anniversario
- 2017 – Santa Claus is Coming to Town (Gisella Cozzo & the Sanpa Singers)
- 2019 – This Is It (Acoustic Version)
- 2020 – Grazie Milano
- 2021 – Feel Love
- 2021 – Dancing Queen (Christmas Version)
- 2022 – Per Chi (without you)
- 2023 – I'm Living
- 2023 – Last Christmas
- 2024 - Joy 30th Anniversary Remix - Gisella Cozzo & DJ Maxwell
- 2024 - Purple Rain (Live)
- 2025 - What about me

### Raccolte
- 1995 – Linus dieci & lode - Vol. 1
- 1998 – The very best of Jazz moods - Tu vuo' fa' l'americano
- 1998 – Tu vuo' fa' l'americano - Various - Mambo Time
- 1998 – Top Of The Spot - Tu Vuo' Fa' L'Americano
- 1998 – Reklamlassiker Vol 2 - Tu Vuo' Fa' L'Americano
- 1999 – Fetenkult Die Sommersaus -Tu Vuo' Fa' L'Americano
- 1999 – Super hits dance
- 2000 – Euro Dance 2 - Joy (remix version)
- 2000 - Take me away - Daydream
- 2001 – Italo Best Dance - Vol.2
- 2002 - If you love me - Ardesia
- 2004 – Spot Grammy
- 2006 – Les femmes
- 2006 – Mountain High
- 2006 – Re-touch
- 2006 – Running up that hill
- 2006 – Dance Compilation #183 Party mix 2k6, Running up that hill
- 2007 – Ibiza clubbing
- 2007 – Show me love
- 2010 – Angel's Friends
- 2010 – Christmas moments
- 2011 – Gisella Cozzo & "Xmas Friends 4 Haiti" Charity Album; con la gentile partecipazioni di tanti artisti e produttori per raccogliere fondi per l'Ospedale Pediatrico NPH di Saint Damien in Haiti.
- 2011 – 50 canzoni di Natale per bambini - Vol. 2
- 2012 – Heaven & Paradise
- 2012 – Let it snow, inserita nella compilation Buon Natale
- 2013 – Tu vuo' fa' l'americano - Lola's New World Classics (Vol.3)
- 2015 – Double

### Autrice e interprete Dance & Pop
1. Runaway del gruppo 3 & Jeesa (Self)
2. Climb up the tower (Self)
3. Baby come to me (Germany)
4. Drive me crazy (Energy Productions Srl)
5. Play that song (Di Più)
6. Closer (Di Più)
7. Joy (I Feel Good, I Feel Fine)
8. Mountain High, adattamento per lo spot di Acqua Levissima
9. Good morning Happiness insieme a Laura Pausini e Cheope per i Neri per Caso.
10. Lo stesso brano "Good morning happiness, sarà riinterpretato da Gisella ed inserito nell'album Double nel 2015
11. L'ultima occasione, duetto versione inglese con Pino Mauro
12. Fantasia del cantante Cristian
13. Lving alone again, cantata insieme a Jerry Calà ed Umberto Smaila per il film Torno a vivere da solo.
14. Good morning Happiness, versione inglese/italiano, con la collaborazione di Laura Pausini e Cheope
15. Tutte le canzoni del proprio album This Is Me, tranne Over my shoulder
16. Xmas 4 U & Me (musica e testo), feat. Nick The Nightfly
17. Natale Speciale (musica), feat. Cristina D'Avena
18. Heaven & Paradise, tratto dal film Operazione vacanze
19. Mary Valentine, sigla di CentoVetrine
20. Could Be, Love of My Life, Daylight Blues, faranno parte della colonna sonora di CentoVetrine
21. Fairytale di DJ Loco Feat. Geeza
22. Oh me oh my di Dj Loco
23. 2015 – Only Inspiration, Senza fiato Musica e testo incluso nell'album "Double
24. Marzo 2017 – "Frames Of Life", brano incluso nel film Italian Business, pubblicato nel marzo 2017 regia di Mario Chiavalin
25. Ottobre 2018 – Autrice per tutti i testi in Inglese per la serie Tv per ragazzi Idol x Warrior: Miracle Tunes nota semplicemente come "Miracle Tunes" su reti mediaset : Boing Tv, Cartoonito Italia e Italia Uno.
26. May 2019 – This Is It - Single (lyrics & music: Gisella Cozzo)
27. May 2020 "Grazie Milano" Single (Music & Lyrics)
28. June 2021 "Feel Love" Single (Music & Lyrics)
29. Marzo 2023 esce l'album "Gisa 2023 Remaster". Gisella e autrice di tutti i brani tranne " I just wanna stop"
30. Maggio 2023 "I'm Living" co-written con Fausto Cogliati.
31. Aprile 2024 "JOY (I feel good, I feel fine) Remix" is released to celebrate the "JOY 30th Anniversary Tour"